# Volta a Extremadura Fèmines
La Volta a Extremadura Fèmines és una competició ciclista espanyola femenina que es disputa per etapes a la comunitat autònoma d'Extremadura. La cursa forma part del calendari internacional de l'UCI amb una classificació UCI 2.2. La primera edició va ser l'any 2023 i la va guanyar l'irlandesa Megan Armitage.

## Palmarès
| Any  | Vencedora          | Segona                | Tercera         |
| ---- | ------------------ | --------------------- | --------------- |
| 2023 | Megan Armitage     | Clara Emond           | Maaike Coljé    |
| 2024 | Mareille Meijering | Gaia Realini          | Brodie Chapman  |
| 2025 | Ellen van Dijk     | Mie Bjørndal Ottestad | Greta Marturano |